# Mariel Fernández
Melina Mariel Fernández (Cuartel V, 12 de junio[cita requerida] de 1977) es una dirigente política argentina que se desempeña como intendenta del partido de Moreno desde el 10 de diciembre de 2019.

## Biografía
Se crio en el barrio San Norberto[cita requerida] de la localidad de Cuartel V, partido de Moreno. Su madre había llegado desde Maciá, provincia de Entre Ríos. Su padre, un albañil, fue asesinado en un intento de robo en 1996. En su infancia realizó actividades en la Iglesia católica junto a curas peronistas de Moreno.[cita requerida]
"
Comenzó a trabajar en una mutual de transporte de la zona "Mutual El Colmenar", vendiendo boletos en la recepción y organizando actividades para jóvenes y colonias de verano. Luego se incorporó a la Asociación El Arca, una ONG de infancia que contaba con hogares para niños y niñas. En la casa de varones conoció a un niño que adoptó como su primer hijo.
A fines de los años 1990 comenzó a armar emprendimientos de asistencia social en el territorio. Junto a su esposo y otros compañeros, fundó un comedor y luego estableció el Centro Cultural La Chicharra, un espacio para que la gente de su barrio realizase actividades educativas y recreativas. En 2005, este y otros espacios se incorporaron al Movimiento Evita, para acceder a la posibilidad de formar cooperativas y ser parte de programas sociales.

## Carrera política
El Movimiento Evita en Moreno se construyó con la conformación de centros culturales en los barrios más postergados. Así, Fernández se fue incorporando en la política hasta que en 2011 fue elegida como concejal por el Frente para la Victoria y responsable del movimiento en Moreno.
En las internas del oficialismo municipal de 2015, el Movimiento Evita apoyó la precandidatura del intendente Mariano West, con Fernández como precandidata a concejal. Su lista perdió en las primarias de agosto, y en diciembre de 2015 fue designada titular del Instituto Municipal de Desarrollo Económico Local (IMDEL) por la gestión del nuevo intendente, Walter Festa.
Como gran parte del Movimiento Evita, en 2017 se alineó detrás del Frente Justicialista Cumplir liderado por Florencio Randazzo. Fue primera candidata a concejal en la lista que se impuso en las internas del frente en Moreno. En las elecciones generales de octubre, el frente quedó cuarto, con el 6,82 % de los votos.
En 2019 formó parte de la interna del Frente de Todos como precandidata a intendenta de Moreno; venció a las demás listas, entre las que estaba la del intendente Festa. En las elecciones generales de octubre, ganó con el 59,95 % de los votos, con más de 30 puntos de diferencia sobre el segundo. Juró como intendenta el 9 de diciembre de 2019, siendo la primera mujer en gobernar el distrito.
En 2023 fue reelecta intendenta de Moreno con el 57 % de los votos para el período 2023-2027.

## Historial electoral
|  | 6,81 % |

|  | 24,84 % |

|  | 59,95 % |

|  | 32,29 % |

|  | 57,54 % |